# Viella
Viella (oficialmente en occitano: Vielha) es la capital del Valle de Arán y cabeza del municipio de Viella y Medio Arán, en la provincia de Lérida (España). Este municipio se constituyó en 1970 a raíz de la fusión de varias localidades cercanas. Su nombre en aranés significa vieja, nombre que se daba a la población principal de un valle en los Pirineos occitanos, que solía ser el más antiguo. 
Tiene una situación central en el valle y se levanta a 974 m s. n. m. de altitud, en la confluencia del río Garona con su afluente el río Negro. Es atravesada por la carretera N-230 de Lérida a la frontera francesa, a través del túnel de Viella. También parte de allí la carretera C-28, que comunica el valle con el Pallars Sobirá a través de Salardú y el puerto de la Bonaigua.

## Geografía humana

### Demografía
| Gráfica de evolución demográfica de Viella entre 1842 y 1960 |
| |
| Población de derecho según los censos de población del INE Población de hecho según los censos de población del INEEntre el censo de 1970 y el anterior, este municipio desaparece porque se integra en el municipio 25243 (Viella Mitg Arán) |

Cuenta con una población de 3657 habitantes (INE 2024).
| Gráfica de evolución demográfica de Viella y Medio Arán entre 1970 y 2021 |
| |
| Población de derecho según los censos de población del INE Población de hecho según los censos de población del INEEn estos censos se denominaba Viella Mitg Arán: 1970 y 1981 Entre el censo de 1970 y el anterior, aparece este municipio porque se fusionan los municipios 25513 (Arrós y Vila), 25525 (Betlán), 25539 (Escuñau), 25545 (Gausach), 25591 (Viella) y 25593 (Vilach) |

Con 3628 habitantes en 2023, Viella alberga más de un tercio de la población del Valle de Arán. Es además el centro comercial y de servicios del valle.

## Centro histórico
El centro histórico de Viella es un conjunto que forma parte del Inventario del Patrimonio Arquitectónico de Cataluña. La configuración de su casco urbano ha variado mucho a lo largo del tiempo. El núcleo urbano originario se encontraba a ambos lados del río Negro, mientras que la expansión del siglo xix se produjo hacia el norte. El tratado de la variante de la N-230 por el oeste, que cambió la entrada a la villa de los pueblos de mediodía del Valle, provocó un desarrollo urbano que descompensó este sector de poniente. El reciente ensanche de Viella, de los años 1970 propició un alargamiento lateral de la población, que llega a las puertas de los pueblos vecinos de Betrén y Gausach.

## Patrimonio

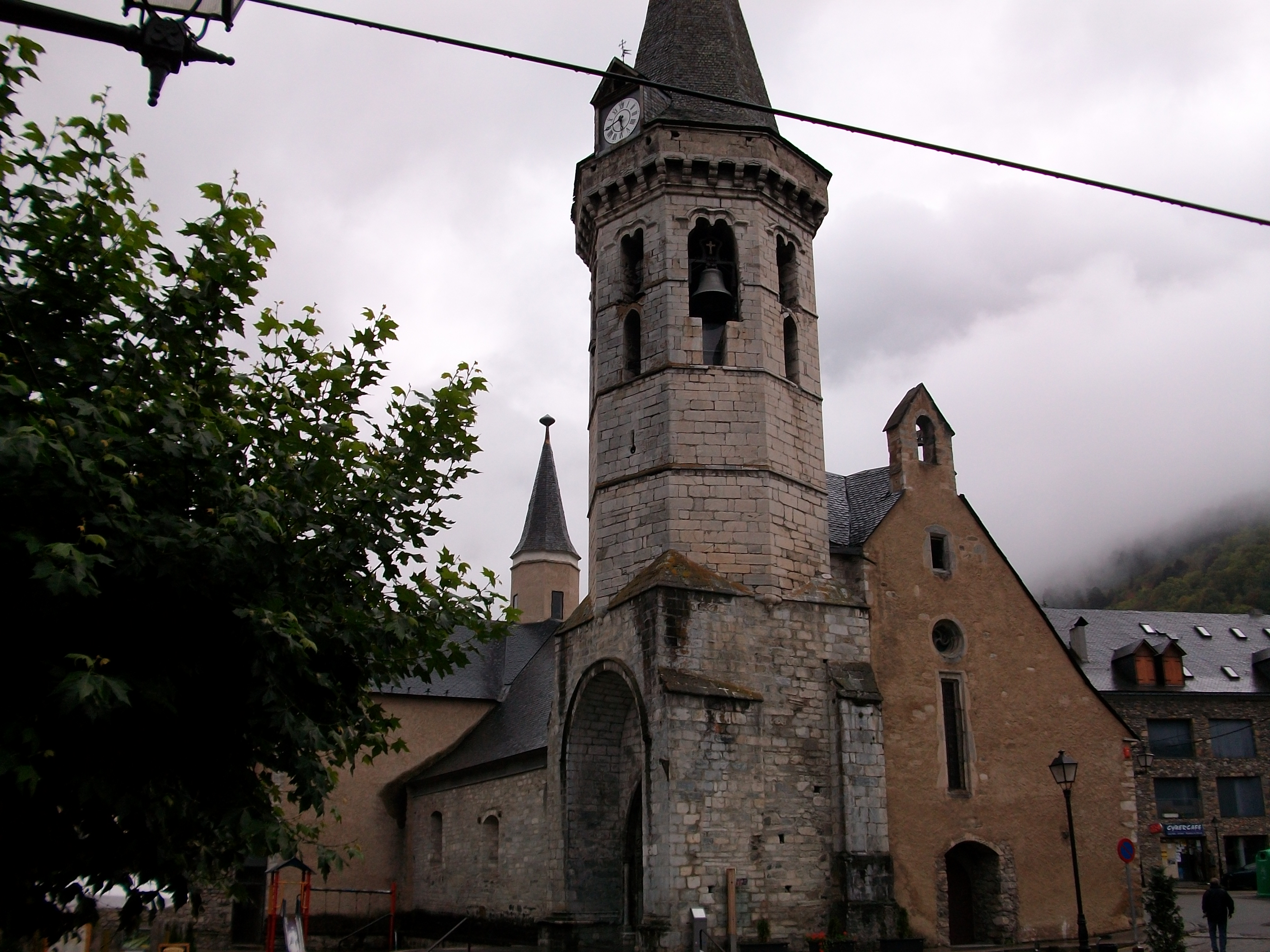
Iglesia de San Miguel, iglesia construida en diferentes fases entre los siglos xi y xiii.

Al norte del centro de la localidad, junto a la ribera del río Garona, se encuentra la ermita de Santa María de Mijaran, un templo románico del s. xvi, de la que solo se conservan la cabecera y dos arcos.
Otro templo destacable es la iglesia de San Miguel que data de entre los siglos xi y xiii. En su interior se encuentra una talla del Cristo de Mitg Aran y una pila bautismal tallada en mármol.